# King David
King David è un film del 1985 diretto da Bruce Beresford, con Richard Gere come attore protagonista.

## Trama
Il film tratta dell'antico re d'Israele Davide. La storia comincia dopo una vittoria dell'esercito di Israele, guidato dal re Saul, sugli Amaleciti. Saul ha deciso, contrariamente a quanto stabilito dalla legge di Dio, che parla per bocca del profeta Samuele, di discutere un possibile trattato. Samuele vanifica ogni tentativo di dialogo uccidendo il re degli Amaleciti e dicendo a Saul che Dio lo priverà del regno. A questo punto la scena si sposta nella casa di Isai di Betlemme, presso il quale Samuele si reca per scegliere tra i suoi figli un re per Israele. Tra questi vi è il giovane Davide che successivamente prenderà il posto di Saul come re d'Israele.

## Produzione
Il film venne girato interamente nel 1984 nelle città italiane di Matera, Craco, Campo Imperatore, mentre diverse scene vennero girate in Sardegna (nella valle di Lanaitho presso Oliena, nelle campagne di Orgosolo, a Urzulei e nel maestoso castello medievale di Burgos, che compare anche nella locandina del film) mentre in Inghilterra venne girato presso i Pinewood Studios.

## Accoglienza

### Incassi
Il film si rivelò un flop al botteghino, guadagnando poco più di 5 milioni di dollari contro un budget di ben 21 milioni di dollari.

### Critica
Il film non venne ben accolto dalla critica. In particolare venne criticata la performance di Gere, definendo l'attore come "più adatto ai film contemporanei".

## Riconoscimenti
- 1985 - Razzie Awards
  - Nomination Peggior attore protagonista a Richard Gere

## Distribuzione
Il film, distribuito dalla Paramount Pictures, venne distribuito nelle sale statunitensi a partire dal 29 marzo del 1985.